# イズミル県
イズミル県（イズミルけん、トルコ語: İzmir ili）は、トルコ共和国、エーゲ海地方にある県。エーゲ海を西に臨み、エーゲ海沿岸の東端に位置している。面積は11973km2、人口は432万0519人でありトルコで三番目に人口が多い。イズミル大都市自治体とは同一範囲である。
北にバルケスィル県、東にマニサ県、南にアイドゥン県と接している。県番号は35であり、トルコのナンバープレート番号も35とされる。

## 歴史
この地域は紀元前11世紀のイオニアギリシャ人によってスミルナ市として設置された。
元々、古代ギリシャ帝国の一部であり、その後ペルシャ人に征服され、さらに後にローマ帝国によって奪還された。ローマ帝国の解体後は、ビザンチン帝国がこの地を征服し、さらにその後オスマン帝国に征服されることになる。
第一次世界大戦でオスマン帝国は敗戦し、この県はギリシャに割譲されることになったが、トルコ独立戦争時にケマル・アタテュルクの率いる軍によってギリシャから取り戻された。結果としてローザンヌ条約で全てのトルコ人およびムスリム以外の人間がこの県から追放され、イズミル県はトルコ共和国に編入されたのである。
1984年にイズミル市は大都市自治体に指定されていた。2007年にイズミル周辺の9つの自治体が同市に編入し、2012年にイズミル県全域がイズミル大都市自治体として指定され、現在に至る。

## 地域
この県には30の区がある。
- アリアア（Aliağa）
- バルチョヴァ（Balçova）
- バユンドゥル（Bayındır）
- バイラクル（Bayraklı）
- ベルガマ（Bergama）
- ベイダー（Beydağ）
- ボルノヴァ（Bornova）
- ブジャ（Buca）
- チェシュメ（Çeşme）
- チーリ（Çiğli）
- ディキリ（Dikili）
- フォチャ（Foça）
- ガズィエミル（Gaziemir）
- ギュゼルバフチェ（Güzelbahçe）
- カラバーラル（Karabağlar）
- カラブルン（Karaburun）
- カルシュヤカ（Karşıyaka）
- ケマルパシャ（Kemalpaşa）
- クヌク（Kınık）
- キラズ（Kiraz）
- コナク（Konak）
- メンデレス（Menderes）
- メネメン（Menemen）
- ナルルデレ（Narlıdere）
- エデミシュ（Ödemiş）
- セフェリヒサール（Seferihisar）
- セルチュク（Selçuk）
- ティレ（Tire）
- トルバル（Torbalı）
- ウルラ（Urla）